# Tetragonodes pectinata
Tetragonodes pectinata är en fjärilsart som beskrevs av Louis Beethoven Prout 1910. Tetragonodes pectinata ingår i släktet Tetragonodes och familjen mätare. Inga underarter finns listade i Catalogue of Life.